# Изюмский слободской казачий полк
Изюмский слободской (черкасский) казачий полк — слободской казачий полк, административно-территориальная и военная единица на Слобожанщине. Полковой центр — город Изюм, полковый храм — Спасо-Преображенский собор (1682-84). Полк появился в 1688 году, стараниями Григория Ерофеевича Донца (Донец-Захаржевского), полковника Харьковского слободского (черкасского) казачьего полка.
Полк был окончательно сформирован в 1688 в подавляющем большинстве из переселенцев с Левобережной и Правобережной Украины (черкас).
В 1677 году к Харьковскому полку был присоединён Балаклейский слободской казачий полк. Земли, входившие в Балаклейский полк, составили вскоре сформированный Изюмский полк. Некоторые историки приписывают основание крепости Изюм Балаклейскому полковнику Якову Степановичу Черниговцу. С другой стороны, Г. Ф. Квитка-Основьяненко, вслед за анонимным казацким летописцем XVIII века, утверждал, что Изюмскую (Гузунскую) крепость отвоевал у татар Григорий Ерофеевич Донец.
В 1682 году Харьковскому полковнику Григорию Донцу предписано называться полковником Харьковским и Изюмским.
В 1688 году произошло полное разделение полков.
Исторические судьбы Харьковского, Балаклейского и Изюмского полков неотделимы от судеб Сумского, Острогожского и Ахтырского слободских казачьих полков. Вместе они составляли Слободское казачье войско, оно же — Слобожанщина. То было несуверенное государство, вассальное по отношению к Русскому царю, но со своим особым законодательством. Слободская (Слобожанская) юридическая система резко отличалась от русской и частично — от правовых систем других казачьих войск. За свою более чем вековую историю Изюмский слободской казачий полк принял участие в многочисленных схватках с крымскими татарами, в Северной войне…

## Предпосылки

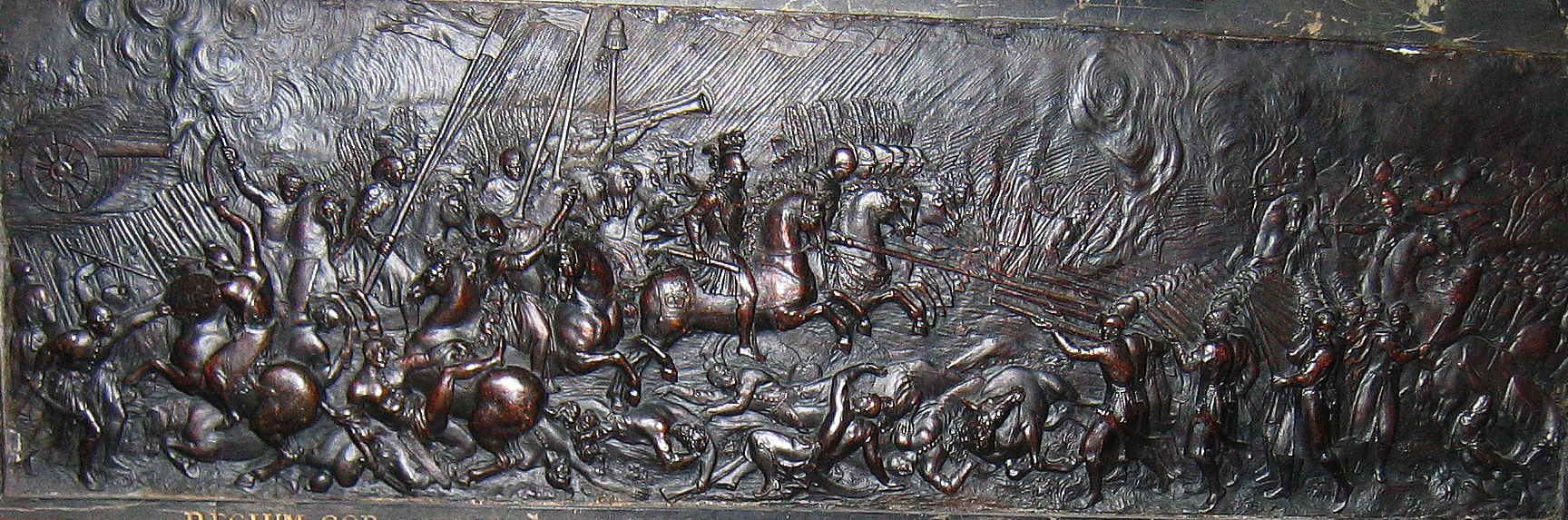
Берестецкая битва 1651 года, триумфальная панель короля Яна II Казимира. Гробница короля Яна II Казимира в соборе Сен-Жермен, Париж

Заселение этих земель переселенцами с территории Украины (русинами, «черкасами»), происходила на фоне непрекращающихся боевых действий на территории Поднепровской и Западной Украины, отягощённых карательными экспедициями Речи Посполитой, а также гражданской войной с привлечением иноземных войск (татар и турок).
Причины переселения с Левобережной — а ещё более с Правобережной — Украины на территорию Царства Русского, на границу с Диким Полем, заключаются в поражении войск Хмельницкого под Берестечком в 1651 году. После этой битвы западная часть Украины, по польско-казацкому договору, была закреплена снова за Речью Посполитой. В связи с этим гетман Богдан Хмельницкий издал универсал, разрешающий населению переселяться на земли Московского государства.
После смерти гетмана Богдана Хмельницкого власть на Украине перешла в руки гетмана Ивана Выговского, коего считали настроенным про-польски. Начался период гражданских войн (1657—1658) между сторонниками московского и польского курса, так называемая «Руина». Население Украины снова начинает убегать на более спокойные российские территории.

## История полка
Несмотря на то, что Изюмский полк — самый молодой из слободских казачьих полков, тайн, связанных с его появлением, не меньше, если не больше, чем у любого другого из слободских полков.

### Древний период
Самый древний курган Изюм (или Гузун) упоминается гораздо раньше, чем произошло заселение Слобожанщины. В 1571 году царь Иван IV Васильевич (Грозный), приказывает боярину князю М. И. Воротынскому снарядить в Дикое поле дружины и организовать там стражу. В том числе была создана Изюмская стража. В районе современного города Изюм проходил знаменитый Изюмский шлях — одна из грунтовых дорог, по которым происходили татарские набеги на Украину и Русское Царство. Самое наименование местности (как и многое на Слобожанщине) — татарского происхождения.

### Балаклейский период 1663—1677
В 1663 году Яков Степанович Черниговец получает от царя разрешение на основание поселений по реке Балаклее (Булыклеи). С этим делом он справился с успехом. И в скором времени был произведён в полковники созданного на заселённой им территории Балаклейского слободского казачьего полка. Именно ему приписывают основание поселения Изюм (1663). В 1677 году был ликвидирован Балаклейский слободской казачий полк. Незадолго до этого Григорий Ерофеевич Донец стал полковником Харьковским и Балаклейским. После присоединения Балаклейского полка к Харьковскому, Григорий Ерофеевич занялся обустройством вновь присоединённых городов. Отдельное внимание он уделил Изюму. Он переносит его на новое место (1681 год). Строит (или реконструирует) Изюмскую крепость. Именно этот год и принято считать годом основания Изюма.

### Харьковский период 1677—1688
С 1681 года Григорий Ерофеевич Донец (Захаржевский) занимается активной застройкой территории, позже ставшей Изюмским полком. В том же 1681 году Григорий Донец переносит крепость Изюм на правый берег Северского Донца, к месту впадения реки Мокрый Изюмец, и строит новый город, используя на работах 1500 казаков Харьковского полка. Чтобы новый город быстрее заселялся, он в 1682 году сам переезжает туда, получив царскую грамоту с разрешением проживать в Изюме и правом распоряжаться в новом городе согласно казачьим обычаям, и призывать на жительство туда черкас из Харьковского, Ахтырского и Сумского полков. Григорий Донец по-прежнему остаётся Харьковским полковником, его сын Константин Григорьевич был назначен в Харькове наказным полковником. В 1682 году в Изюме как в полковом городе учреждена полковая канцелярия и полковая старшина. Через некоторое время Константин переехал в Изюм, а Григорий Ерофеевич — в Харьков. Это было сделано с намерением закрепить за Константином Изюмское полковничество, в то время как Харьковское Донец хотел передать другому сыну — Фёдору. С этой целью он сам ездил в Москву, а в 1685 году направил туда Константина с большой группой полковой старшины. Изюмцев при дворе приняли ласково и просьбу удовлетворили. Константин получил грамоту на Изюмское полковничество, а Изюмский полк выделялся из Харьковского и становился самостоятельным (1688 год). Но управлять полком Константину поручено было вместе с отцом.

### Изюмский период 1688—1765
С 1688 года полк стал полностью самостоятельным полком, но связи с «отцовским» Харьковским полком сохранились. Это видно и в перечне полковников и старшин. Полк изначально выступал как самый южный форпост обороны против татарского нашествия. Также казаки полка принимали участие в походах Российского царства (позже империи).
Как и все слободские казачьи полки, был реформирован в 1765 году.

## Структура полка

### Полк
Во главе полкового управления стояли выборные полковник и полковая старшина. Избирались они не на ограниченное время, а пожизненно. Однако они могли быть лишены должности российским царём (позже императором), а также решением собрания старшины (что бывало очень редко в масштабах не только Слобожанщины, но и Гетманщины).
Отдельно следует заметить, что Изюмский полк был единственным полком где (стараниями Григория Донца) отсутствовали представители центрального российского правительства — воеводы. В этом ещё одна уникальность полка.
В отличие от воевод-полковников Древнерусского периода и полковников регулярных армейских частей, полковник слободского полка представлял одновременно административную и военную власть. Полковник имел право издавать указы за своей подписью — универсалы.
Символами полковничьей власти (клейнодами) были:
- шестопёр (пернач, разновидность булавы шестигранной формы)
- полковая хоругвь
- полковничья печать

Полковая старшина (штаб) состояла из шести человек: полковой обозный, судья, есаул, хорунжий и два писаря.
- Полковой обозный — первый заместитель полковника. Заведовал артиллерией и крепостной фортификацией. В отсутствие полковника замещал его, но не имел права издавать приказы-универсалы (в отличие от наказного полковника).
  - Также существовала временная должность — наказной полковник. Он исполнял обязанности полковника при выступлении сводного казачьего отряда в поход или замещал полковника в случае невозможности исполнения им своих обязанностей[e].
- Судья — заведовал гражданским судом в полковой ратуше.
- Есаул — помощник полковника по военным делам.
- Хорунжий — командир «хорунжевых» казаков, охраны полковника и старшины. Заведовал полковой музыкой и отвечал за сохранность хоругви (знамени полка).
- Писари — секретари в ратуше. Один заведовал военными делами, второй — гражданскими.

### Сотни
Полк делился на сотни.
Сотня — административно-территориальная единица в составе полка. Сотня возглавлялась сотником. Он обладал широкими военными, административными, судебными и финансовыми полномочиями. Первоначально избирался казаками сотни. Позже избирался сотенной старшиной и утверждался полковниками из числа старшины.
Сотенная старшина (штаб) состояла из сотника, сотенного атамана, есаула, писаря и хорунжего. Должности сотенной старшины по обязанностям совпадали с полковой:
- Сотенный атаман — заместитель сотника. Воплощал в себе обязанности обозного и судьи на сотенном уровне.
- Есаул — помощник сотника по военным делам.
- Писарь — секретарь.
- Хорунжий — заведовал флагом сотни, на котором изображалась эмблема сотни, в основном христианская. Это могли быть крест, ангел, ангел-хранитель, архангел Михаил, солнце (Иисус Христос), Дева Мария, а также воинские атрибуты. С 1700-х годов знамёна становятся двухсторонними — на каждой стороне разное изображение. Также на них обозначались полк и название сотни.

## Список сотен
- Изю́мская — город Изюм (полковой город)
- Печене́жская — Печенеги
- Мохна́чская — Мохнач
- Змиевска́я — некоторое время Зми́ев был полковым городом
- Лима́нская
- Андре́евская — Андреевка
- Балакле́йская — некоторое время Балаклея была полковым городом
- Савине́цкая — Савинцы
- Сенько́вская
- Спивако́вская
- Ольховатская - Ольховатка
- Купенская — Купенка
- Царебори(со)вская — Царёв-Борисов
- Торска́я — Тор (Славянск)
- Бишкинская сотня (Гербель) (дописано)

## Знамёна полка

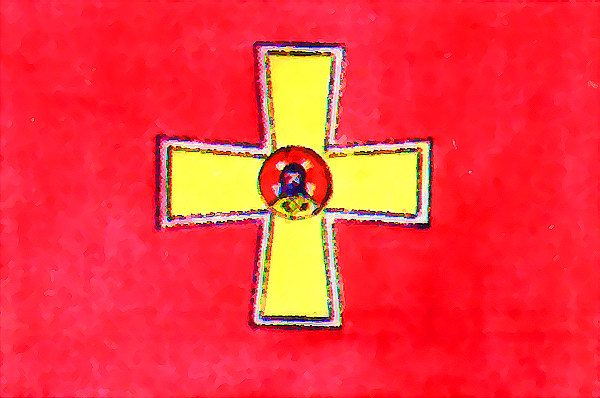
Флаг Изюмского козацкого полка

## Полковники
Первым полковником Изюмского слободского казачьего полка по праву считается Григорий Ерофеевич Донец (Донец-Захаржевский)
Полковники
1. Григорий Ерофеевич Донец (1682—1690) — стольник и первый полковник Изюмского полка, устроитель города Изюм и Изюмской округи
2. Константин Григорьевич Донец-Захаржевский (1688—1692) — стольник. Полковник Изюмского полка.
3. Федор Владимирович Шидловский (1703—1706) — Стольник. Полковник Изюмского полка. В 1707 назначен Бригадиром слободских полков
4. Михаил Константинович Донец-Захаржевский (1707—1719)
5. Лаврентий Иванович Шидловский (1730—1751)
6. Иван Григорьевич Квитка (1737—1751) — 22 декабря 1737 года назначен полковником (но к командованию полком приступил только с 22 ноября 1743 года)
7. Фёдор Фомич Краснокутский — в 1752 назначен полковником — вышел из службы до реформы полков.

## Семейственность старшины
В современной украинской исторической литературе считается, что слободские полки были вольными, и полковников избирали свободно. Фактически это не так. Должность полковника всегда пытались передать по наследству. Начиная с 1668 года невозможно было стать полковником, не имея близкого родственника — казацкого полковника же. Полковники держались за власть и богатство, распоряжались большими денежными средствами (десятки тысяч рублей), собранными с населения на содержание полка, и государственными, выделенными на строительство и оружие, присваивали себе огромные общественные территории, имели собственные сёла и «владельческих подданных»
- Константин Григорьевич Донец-Захаржевский — сын полковника Харьковского и Изюмского Григория Донца.
- Михаил Константинович Донец-Захаржевский — внук полковника Харьковского и Изюмского Григория Донца, сын Изюмского полковника Константина Григорьевича Донец — Захаржевского, племянник харьковского полковника Фёдора Григорьевича Донец-Захаржевского.
- Фёдор Владимирович Шидловский — зять Григория Донца.
- Лаврентий Иванович Шидловский — племянник харьковского полковника Фёдора Шидловского. На нём наследственная «династия» Донцов-Шидловских закончилась — Пётр Первый отстранил его от должности и отправил в отставку по обвинению в служебных преступлениях
- Иван Григорьевич Квитка (1714—1734) — правнук полковника Гадяцкого полка Афанасия Квитки, внук харьковского полкового судьи Семёна Афанасьевича Квитки, сын харьковского полковника Григория Семёновича Квитки.

## Преобразование полка в регулярный

«Карта слободских полков Харьковского, Сумского, Ахтырского, Изюмского и Острогожского. 1764 год». Альбовский, Евгений Александрович «История Харьковского слободского казачьего полка. (1651—1765 гг.)» — Харьков: тип. Губ. правл., 1895

В 1763 году, в начале нового царствования, Императрица Всероссийская Екатерина II поручила майору лейб-гвардии Измайловского полка Евдокиму Щербинину возглавить «Комиссию о Слободских полках» с целью изучения причин «неблагополучия» на этих землях для их устранения.
В Харьков Комиссия прибыла по Высочайшему повелению из столицы. Она, в частности, расследовала многочисленные жалобы населения на действия полковой старшины слобожанских полков (поскольку территория была «полувольная», полковники и сотники действительно себе весьма много позволяли). Были выявлены факты захвата старшиной общественных и полковых земель, крупное казнокрадство (государственных денег), присваивание денег общественных, продажа воинских и выборных должностей за деньги, нарушение делопроизводства и другие факты. Согласно докладу Комиссии, Екатерина Вторая уверяется, что на Слобожанщине нет гражданской власти, и принимает решение о введении гражданского административного управления путём создания губернии (при сохранении основанной на полках структуры территории). Также в результате успешных русско-турецких войн, граница значительно отодвинулась к югу от Слобожанщины, появилась новая защита от татар — Славяносербия со своими полками, и военное значение территории как барьера от татарских набегов уменьшилось. И поэтому также во вновь создаваемой губернии было введено гражданское управление.
Итогом стал манифест Екатерины ІІ от 28 июля 1765 года «Об учреждении в Слободских полках приличного гражданского устройства и о пребывании канцелярии губернской и провинциальной», согласно которому основывалась Слободско-Украинская губерния с пятью провинциями на месте полков и административным центром в Харькове. Евдоким Щербинин стал губернатором новой губернии.
Согласно тому же манифесту принимается решение о преобразовании слободских полков в регулярные гусарские.
До того полки содержались «на местах», населением. Служившие до 1765 года в полку зачастую на свои деньги покупали лошадь и обмундирование (кроме оружия). С 1765 года полки стала содержать власть, а не местное население. Также вместо постоянных поборов старшины с местных жителей — на лошадей, амуницию, вооружение, фураж, провиант, жалование казакам и старшине, изъятие местных лошадей и волов для перевозок, и т. п. — был введён единый налог «с души», проживающей на Слобожанщине, имевший 4 градации и поступавший в казну. Самый большой налог был с привилегированных государственных войсковых обывателей (так переименовали казаков, их помощников и подпомощников), которые имели право гнать и продавать в разрешённых селениях «вино» — 90-95 копеек в год. С непривилегированных войсковых, которые вино не имели права гнать, — 80-85 копеек годовых с души. С цыган и инородцев — 70 копеек. С «владельческих подданных черкас» — 60 копеек. Дворяне, духовенство и женщины налогов не платили.
Также т. н. «казачьи подпомощники» были освобождены от батрацких работ у казаков, атаманов, есаулов, сотников и прочих лиц. Отныне вся администрация полков поступала на довольствие государства (на казённое жалование и казённый харч). Все «подпомощники», которых было очень много, ликвидировались как сословие и переводились в войсковых обывателей, как и казаки, которых было мало — что нивелировало превосходство казаков и им не нравилось.
Сохранялись льготы (не все), дарованные слобожанцам Петром Первым. Самое главное — в войсковых селениях, слободах, местечках, городах (кроме нескольких) разрешалось винокурение. Также приблизительно двум третям населения губернии была разрешена соледобыча, за которой ездили на Тор. «Непривилегированные» вынуждены были покупать либо казённое вино, либо у «привилегированных»; а также казённую соль, на которую была государственная монополия. Также привилегированным разрешались другие промыслы (изготовление на продажу различных вещей, продажа продуктов и пр.) — без уплаты налогов.
Войсковые обыватели и мещане (кроме владельческих подданных и крепостных крестьян) по жребию (от которого теперь некоторые увиливали) служили в территориальных гусарских полках постоянного состава. Полковой состав в мирное время был установлен маленький — 1000 человек на полк, но зачастую превышался, иногда значительно. Остальные войсковые обыватели призывного возраста, не прошедшие по жребию, периодически проходили учебные сборы. При начале войны полки расширялись по штату военного времени, и в её продолжении по мере надобности получали из мирной губернии в зону боевых действий пополнения из прошедших подготовку в составе маршевых эскадронов.
Казачьи воинские звания были заменены на общевойсковые кавалерийские. Полковая старшина получала русское дворянство (высшая — потомственное, низшая — личное) и все дворянские права. Полковые и сотенные формы гражданского управления были формально упразднены. Но на деле полковники и сотники имели власть на своих территориях не только военную; она была окончательно упразднена в 1780 году при реорганизации провинций и комиссарств в уезды.
Территории полковых сотен объединялись в комиссарства — при сохранении самих сотен. В центрах комиссарств были организованы: комиссарское правление, комиссарская канцелярия, местный суд. Комиссарства объединялись в провинции, которые территориально точно соответствовали полкам. Все провинции составили губернию.
В связи с преобразованием слободского казачества в «войсковых обывателей» в 1765 году территориальный Харьковский полк был реорганизован в регулярный Изюмский гусарский полк Императорской армии, существовавший до 1918 года, а его территория в 1765 году стала основой созданной Слободско-Украинской губернии, территориально являясь её центральной Изюмской провинцией. Большинство служивших в казачьем полку осталось служить в гусарском.

## Перевод старшинских должностей в табель о рангах (1765)

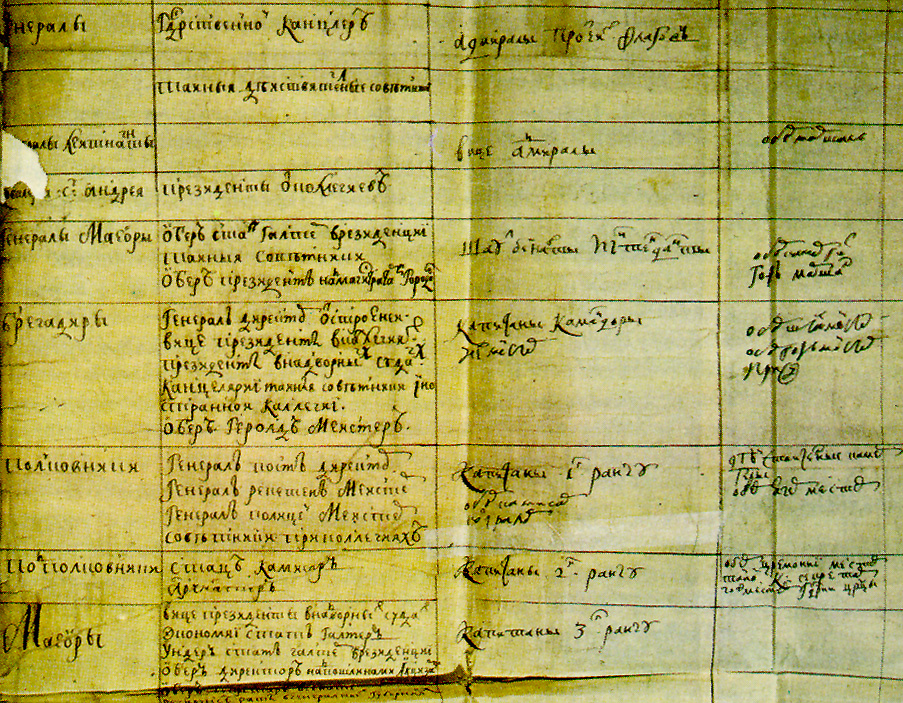
Табель о рангах

В связи с переформированием Изюмского слободского казачьего полка в регулярный гусарский полк, казацкой старшине было предложено вступить на службу в формируемый полк или получить абшит (отставку). Так как армейские чины присваивались на одну-две ступени ниже, а также из-за того, что властные полномочия казачьего старшины и армейского офицера не были равноценны, многие представители старшины вышли в отставку. Средний же и рядовой казачий состав составили основу вновь формируемого полка.
Все вышедшие в отставку и продолжившие служить получили чины (военные и гражданские) согласно Табели о рангах.
| Должность (казачья старшина) | Военный чин            | Гражданский чин         | Класс                |
| ---------------------------- | ---------------------- | ----------------------- | -------------------- |
| Полковник                    | Подполковник           | Надворный советник      | VII                  |
| Обозный                      | Премьер-майор          | Коллежский асессор      | VIII                 |
| Судья                        | Секунд-майор           | Коллежский асессор      | VIII                 |
| Есаул                        | Ротмистр               | Титулярный советник     | IX                   |
| Хорунжий                     | Поручик                | Губернский секретарь    | XII                  |
| Сотник                       | Поручик                | Губернский секретарь    | XII                  |
| Старший полковой писарь      | —                      | Губернский секретарь    | XII                  |
| Младший полковой писарь      | —                      | Кабинетский регистратор | XIII                 |
| Сотенный хорунжий            | Вахмистр               | —                       | ниже табели о рангах |
| Остальные                    | Унтер-офицеры, капралы | —                       | ниже табели о рангах |

Если же представитель старшины не был участником походов, то он получал чин на ступень ниже установленного. К примеру, полковой обозный при переводе на общеимперскую систему получал чин премьер-майора, но если он не был участником походов, то мог рассчитывать лишь на чин секунд-майора.

## Преемники
Так как полк носил дуалистический характер, то его правопреемниками можно назвать и административную единицу Российской империи Изюмская провинция, и воинское формирование Изюмский гусарский полк.
После упразднения Изюмского слободского казачьего полка в 1765 году, его территория, как и территория других четырёх слободских казачьих полков, была объединена в Слободско-Украинскую губернию.
Из личного состава казачьего полка был набран личный состав для Изюмского гусарского полка. После всех преобразований на 1917 год полк-правопреемник назывался Изюмский 11-й гусарский полк. Был распущен в 1918 году. На полковых регалиях и памятных наградных знаках изюмские гусары ставили год основания «1651».

### Комментарии
1. ↑  В действительности, Выговский был более анти-московски, нежели про-польски настроен. В конце концов, он был казнён поляками
2. ↑  Участие принимали в этом: князь Воротынский, дьяк Ржевский, князь Тюфякин, Юрий Булгаков. Они получают руководство над пограничной линией
3. ↑  Яков Черниговец (он же — Черновец) был заднепровским черкасом, противником гетмана Выговского
4. ↑  Щелков стр.38(1663 год). Однако информация данного периода противоречива, так как в летописи 1776 года указывается, что «крепость Изюм, как и вообще Изюмский полк, устраивает» полковник Харьковский Григорий Донец. История взаимоотношений Черниговца и Донца ещё будет изучена.
5. ↑  В период становления Изюмского полка, очень важная должность. Ей пользовались Донец-Захаржевские для закрепления за собой Харьковского, Балаклейского и Изюмского полков.
6. ↑  Все регулярные гусарские слободскиее полки получили старшинство «1651». Данная дата была взята условно. Например, город Изюм был основан в 1681 году. Позже Изюмский полк выделяется из Харьковского. В 1765 году реформирован в Изюмский гусарский. На полковых регалиях и памятных наградных знаках же изюмские гусары ставили год основания «1651».

### Сноски
1. ↑  Щелков стр.46 (1682 год)